# Nedre Rackstad en Holm
Nedre Rackstad en Holm (Zweeds: Nedre Rackstad och Holm) is een småort in de gemeente Arvika in het landschap Värmland en de provincie Värmlands län in Zweden. Het småort heeft 103 inwoners (2005) en een oppervlakte van 49 hectare. Eigenlijk bestaat het småort uit twee plaatsen: Nedre Rackstad en Holm. Het småort ligt iets buiten de stad Arvika.